# What I Like About You (Jonas Blue)
" What I Like About You " is een nummer van de Britse DJ en platenproducent Jonas Blue met vocals van de Deense zangeres Theresa Rex. Het werd uitgebracht als digitale download op 22 maart 2019 via Virgin EMI Records . Het lied werd geschreven door Lene Dissing, Peter Bjørnskov en Jonas Blue, die het nummer ook vervolledigde.